# Kamiana Mogila
El yacimiento arqueológico de Kamiana Mogila (en ucraniano: Кам'яна Могила, lit. 'tumba de piedra') es un sitio arqueológico en el valle del río Molochna (literalmente: "río de leche"), cerca del asentamiento urbano de Mirne, óblast de Zaporiyia (Ucrania). Los petroglifos de Kamiana Mogila datan del Paleolítico superior (principalmente de la cultura Kukrek) al medievo, siendo las representaciones de la Edad de Piedra las de mayor interés arqueológico.
El yacimiento comprende un grupo de bloques aislados de arenisca, de hasta doce metros de altura, dispersos en una superficie de unos 3.000 metros cuadrados. Según cuenta la leyenda nogaya, fue el resultado de una pelea de dos bagatures que se turnaban para lanzarse piedras aunque en verdad, el sitio tuvo su origen en un banco de arena del océano Tetis. Durante mucho tiempo fue una isla en el río Molochna, que desde entonces se ha llenado de sedimentos y ahora fluye una corta distancia hacia el oeste. Se cree que representa el único afloramiento de arenisca en la depresión de Azov-Kuban. La forma de esta colina de arena es similar a la de los kurganes que salpican la estepa póntica.
Los petroglifos se encuentran solo dentro de las cuevas y grutas de Kamiana Mogila, muchos de ellos todavía llenos de arena. No se ha proporcionado una protección adecuada contra el desgaste ambiental hasta el día de hoy. Se han descubierto pocos rastros de asentamientos humanos antiguos en los alrededores, lo que lleva a muchos estudiosos a creer que la colina podría haber servido como un santuario remoto. Débiles rastros de pintura roja permanecen en partes de la superficie. Los estudiosos no han podido ponerse de acuerdo sobre si los petroglifos datan del Mesolítico o del Neolítico. Esta última datación es más popular, aunque la supuesta representación de un mamut en una de las cuevas parece favorecer la primera fecha.

## Historia

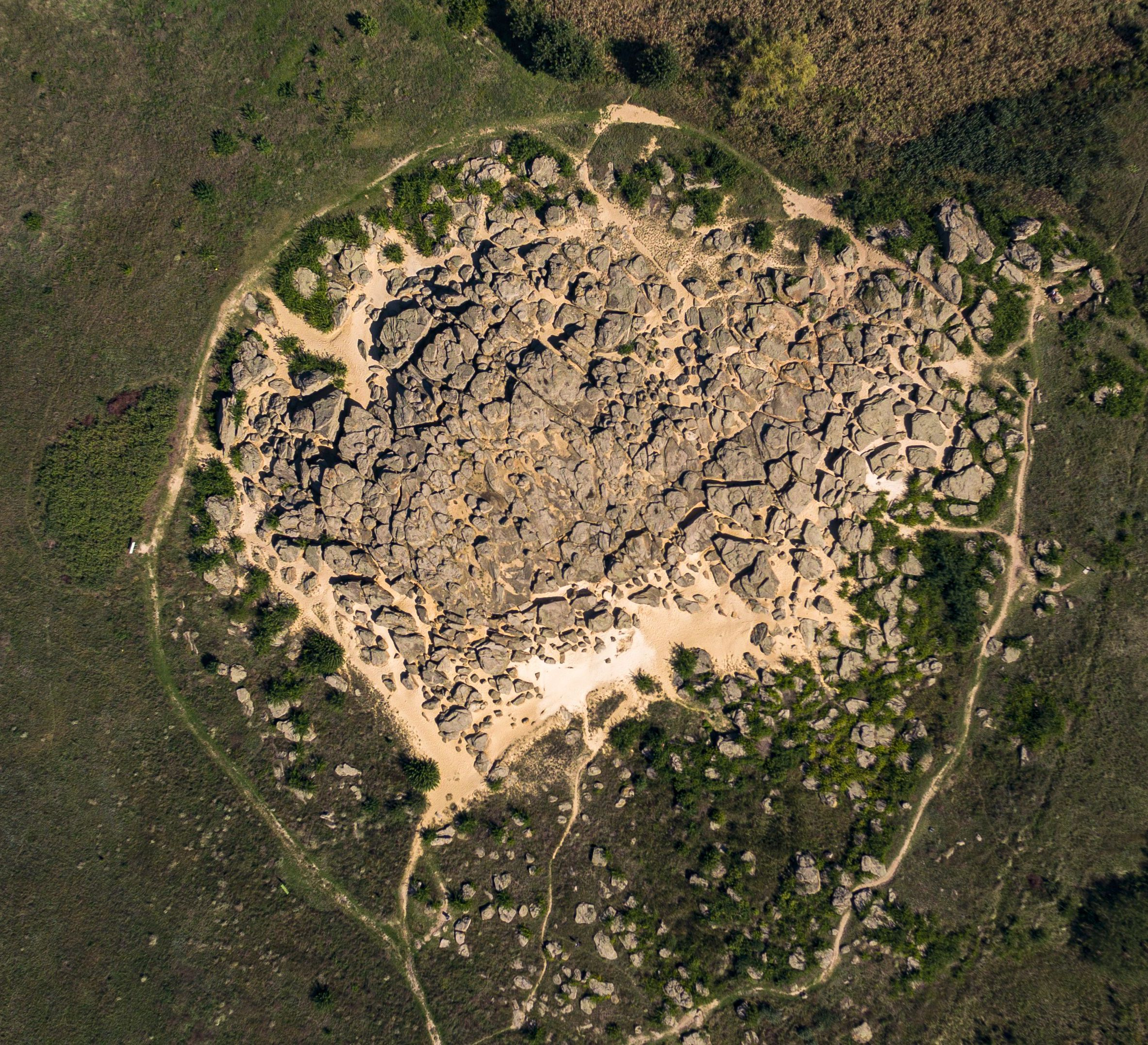
Vista aérea del sitio arqueológico

En 1889, el arqueólogo ruso Nikolái Veselovski fue llamado para explorar el enigmático sitio y comenzó las excavaciones al año siguiente. Tan pronto como llegó a la conclusión de que el sitio era un túmulo funerario y se dieron por terminadas las excavaciones. Hubo muy poca exploración científica del sitio durante el primer tercio del siglo XX.
En la década de 1930, el sitio fue investigado por un equipo de académicos de Melitópol bajo la dirección de Valentín Danilenko (1913-1982). El joven arqueólogo afirmó haber descubierto una treintena de cuevas con inscripciones en petroglifos que data del siglo XX a. C. al siglo XVII d. C. Danilenko reanudó su trabajo en el sitio después de la Segunda Guerra Mundial y afirmó haber descubierto trece cuevas adicionales con petroglifos.
El sitio fue designado reserva arqueológica en 1954. La medida tenía como objetivo evitar que el área se inunde después de la construcción de un embalse. Durante las siguientes décadas, la condición de los petroglifos se deterioró visiblemente.
En 2006, el gobierno de Ucrania nominó el sitio para su inscripción en la lista del Patrimonio de la Humanidad por la UNESCO. En conjunto, las imágenes de la Tumba de Piedra representan huellas de los ejercicios religiosos de los cazadores y ganaderos de esta zona esteparia del sureste de Europa desde el siglo XX a. C. hasta el siglo XVII d. C. Algunas cuevas son de origen artificial; sus estratos culturales se han fijado como el Neolítico, Edad del Bronce y la baja Edad del Hierro, así como de la Edad Media.
Los grabados dentro de la gruta del toro (el dibujo a veces se ha considerado un mamut) en Kamiana Mogila se han estudiado en el siglo XXI utilizando herramientas digitales.

## Galería

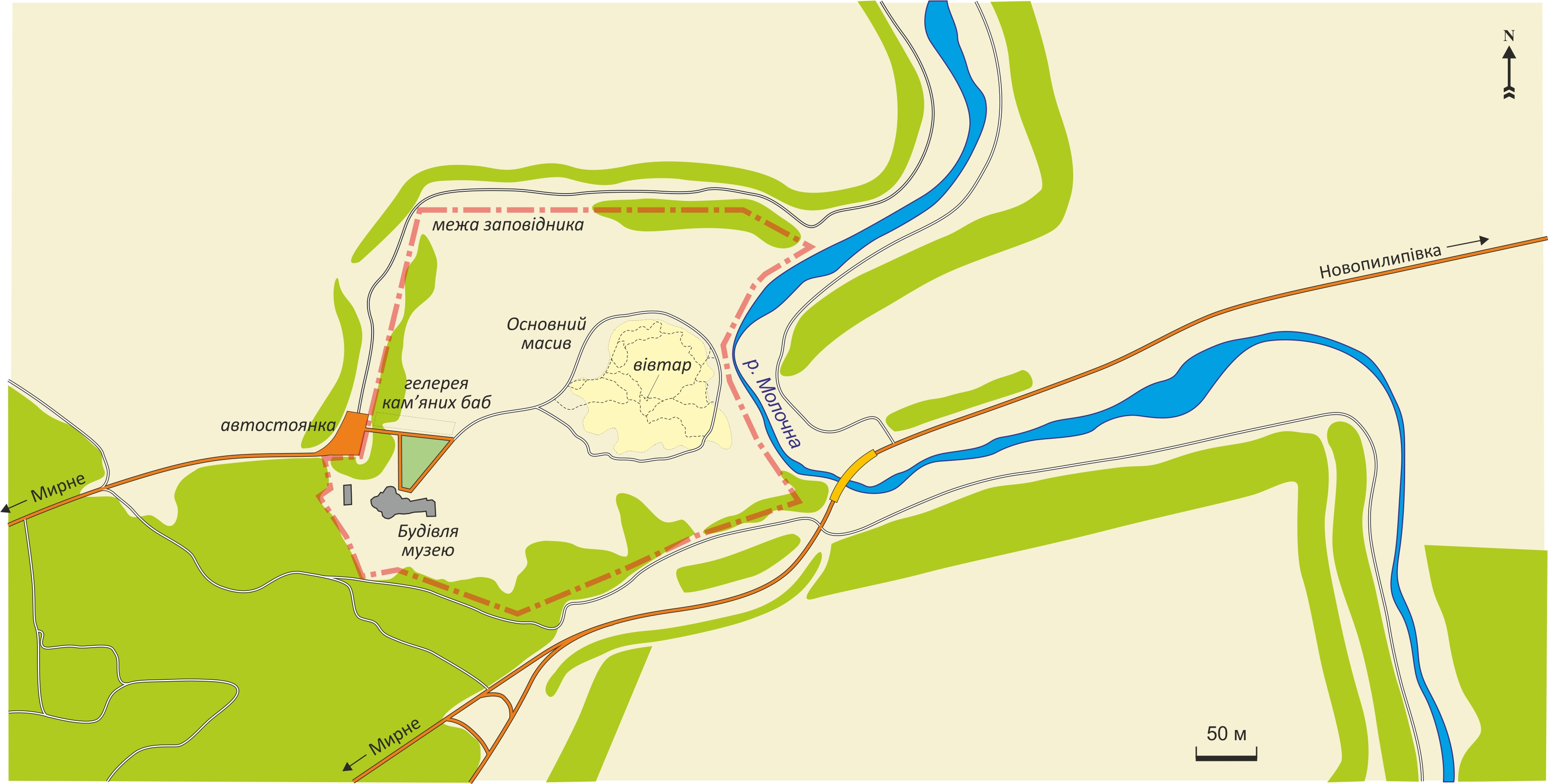
Mapa del yacimiento
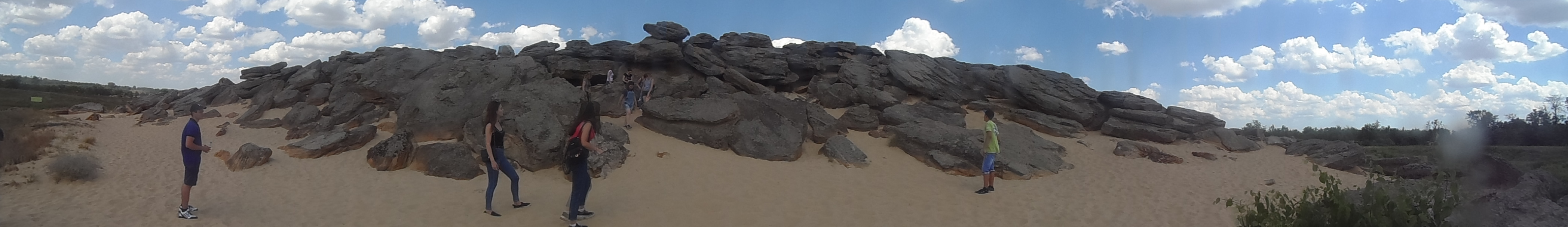
Monumento funerario
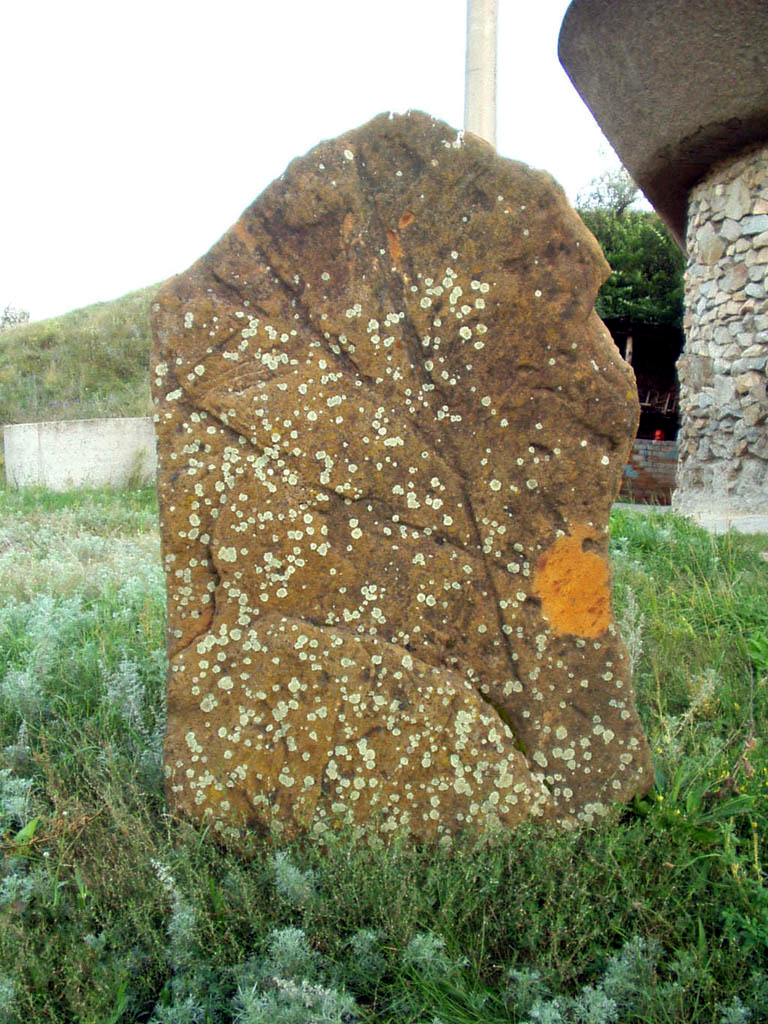
Piedra con petroglifos
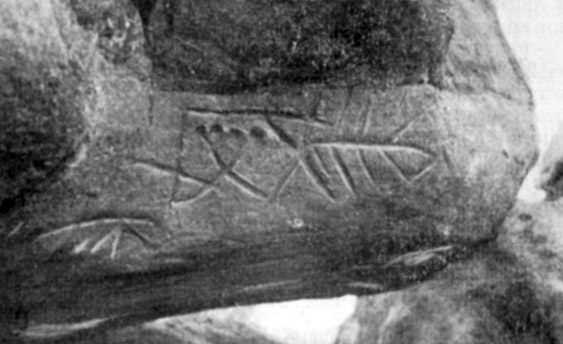
Petroglifos
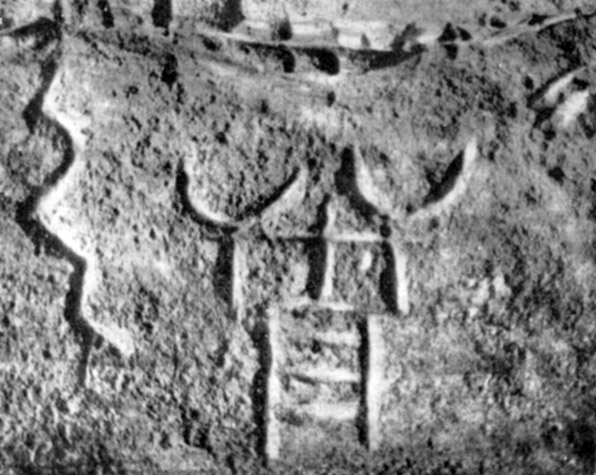
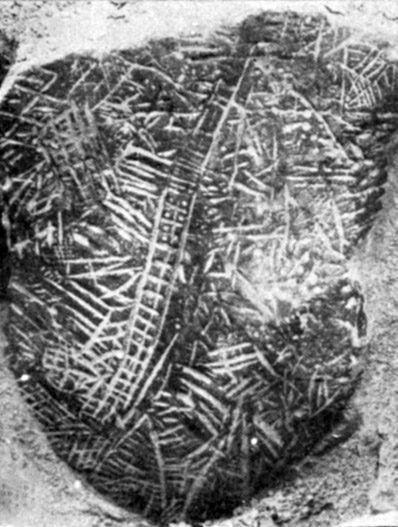
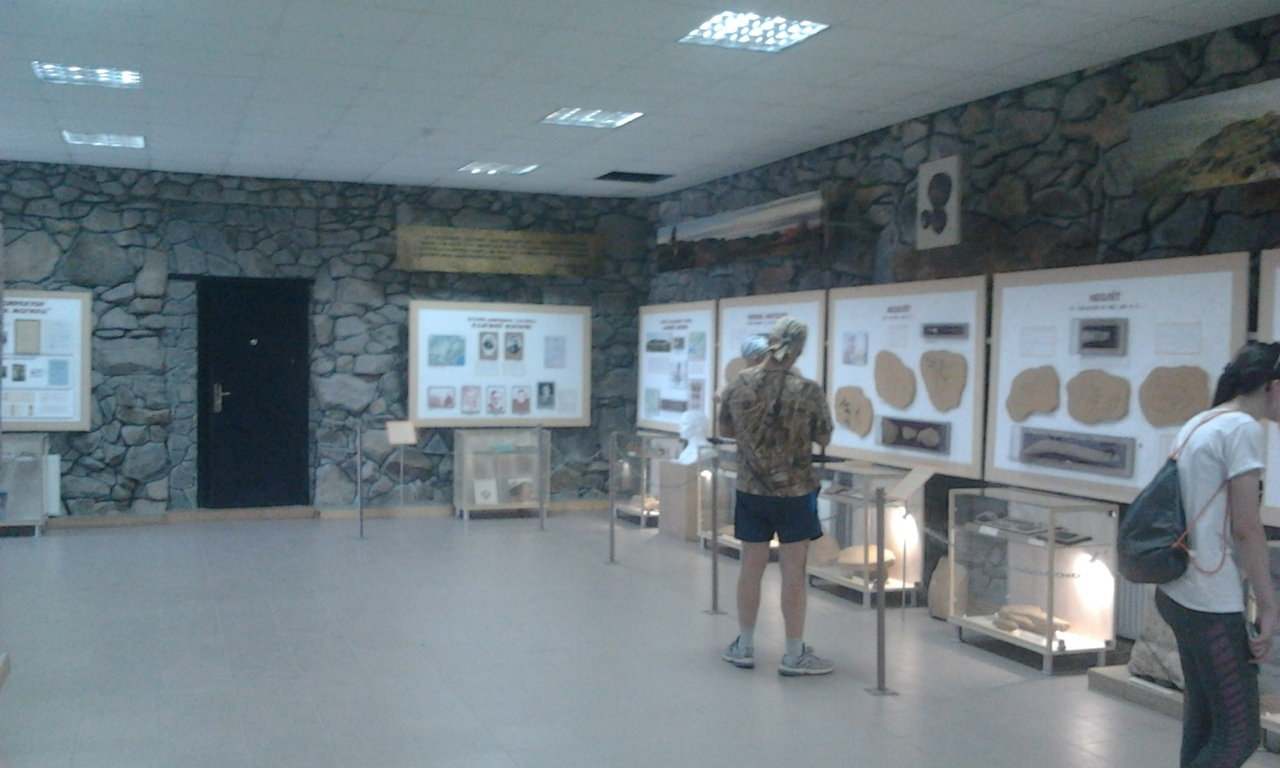
Interior del museo
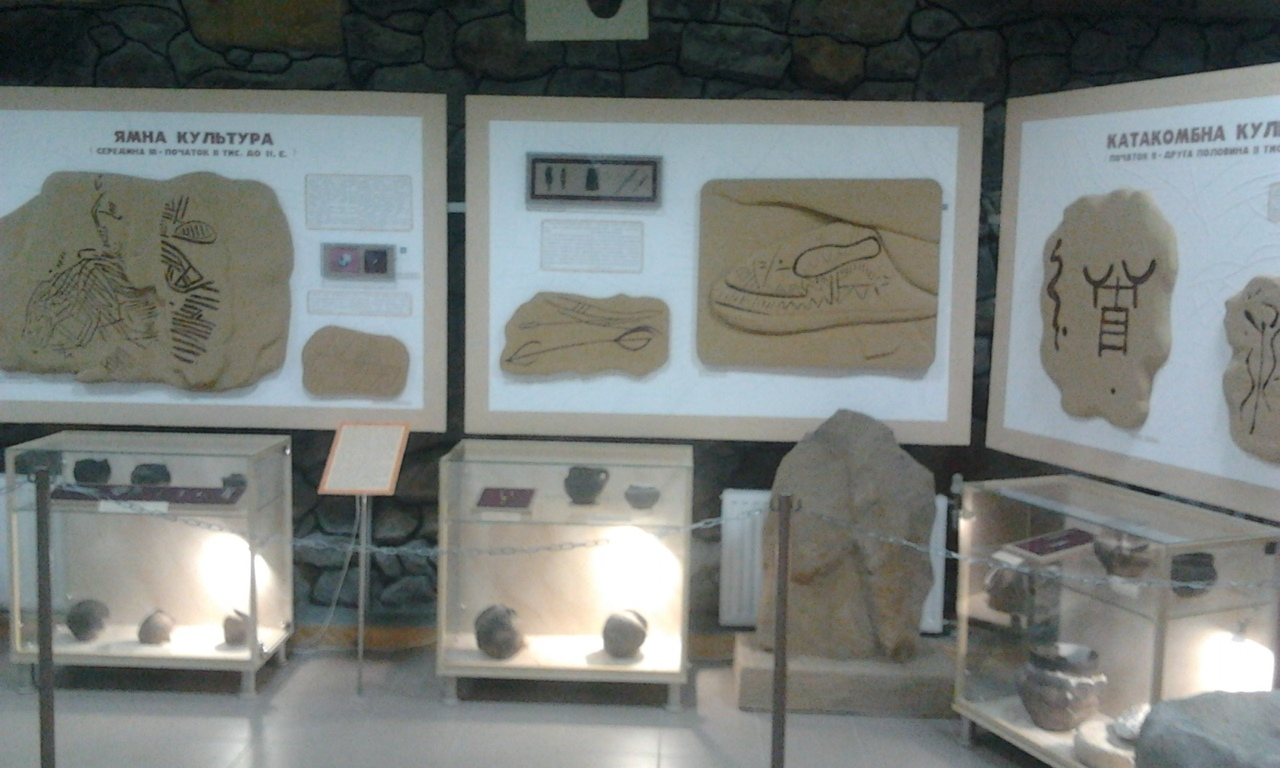
Exposiciones en el interior del museo